# Jason Kidd
Jason Frederick Kidd (* 23. März 1973 in San Francisco, Kalifornien) ist ein ehemaliger US-amerikanischer Basketballspieler und heutiger Cheftrainer der Dallas Mavericks. Er spielte von 1994 bis 2013 in der nordamerikanischen Profiliga NBA, zuletzt bei den New York Knicks. Im Jahr 2011 gewann er als Spieler mit den Dallas Mavericks den Meistertitel.
Kidd ist Dritter auf der Karriere-Assist-Liste der Liga, Zweiter auf der Liste der Steals und Vierzehnter auf der Liste der verwandelten Dreipunkte-Würfe. Zudem ist er der Spieler mit den viertmeisten Triple-Doubles in der NBA-Historie. Er ist einer von lediglich sieben Spielern mit mindestens 50.000 absolvierten Spielminuten in der NBA. (Stand aller Platzierungen: 25. April 2022) In seinen 19 Spielzeiten in der NBA war Kidd dabei elfmal der Spieler mit den meisten Triple-Doubles der jeweiligen Saison. Am 31. März 2018 wurde er als Spieler in die Naismith Memorial Basketball Hall of Fame aufgenommen. Anlässlich des 75. Ligajubiläums wurde Kidd in den Kreis der 76 bedeutendsten NBA-Spieler aller Zeiten berufen. Kidd wird häufig zu den besten Point Guards der NBA-Geschichte gezählt.

## Karriere als Spieler

### Frühe Jahre
Kidd wurde als erstes von sechs Kindern geboren. Er wurde von seinem afroamerikanischen Vater und seiner irisch-amerikanischen Mutter in Oakland Hills aufgezogen und ging dort auf die St.-Paschal-Baylon-Schule. Er spielte oft auf den Plätzen in Oakland, wo er auch regelmäßig dem späteren NBA-All-Star Gary Payton gegenüberstand.
Später wechselte er auf die St. Joseph Notre Dame High School in Alameda, Kalifornien und wurde Teil der Basketballmannschaft. Er führte die St. Joseph Notre Dame Pilots zu zwei Staatsmeisterschaften und erzielte in seinem Senior-Jahr dabei durchschnittlich 25 Punkte, 10 Assists, 7 Rebounds und 7 Steals pro Partie. Für diese Leistungen wurde er mit zahlreichen individuellen Auszeichnungen belohnt, unter anderem mit dem Naismith-Award für den besten High-School-Basketballspieler der Nation. Die Zeitschriften PARADE und USA Today ernannten ihn ebenfalls zum Spieler des Jahres. Er wurde auch zweimal zum Spieler des Jahres von Kalifornien erhoben und war außerdem ein McDonald’s-All-American.

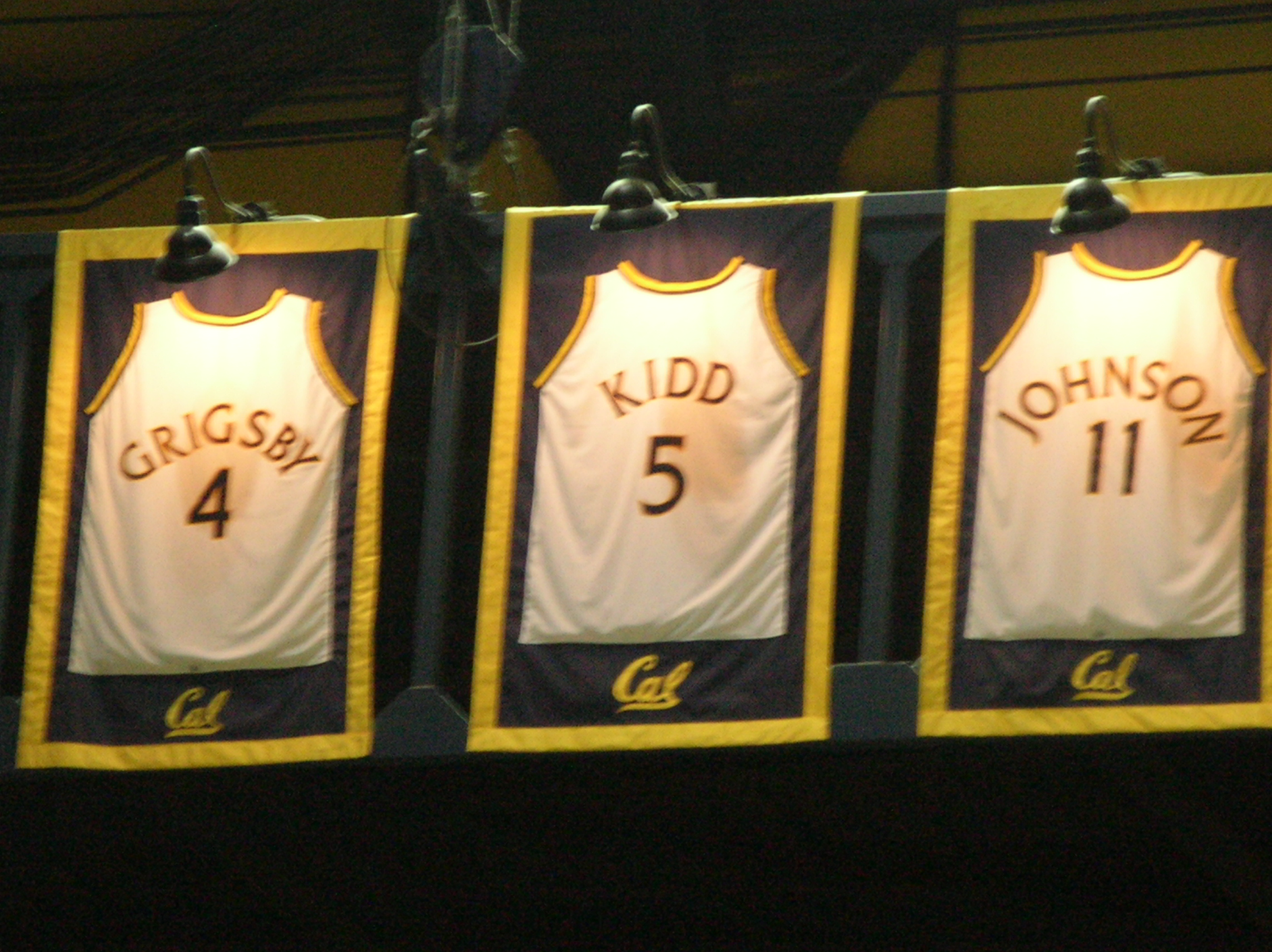
Kidds UC Berkeley-Trikot mit der Nummer 5

### College
Kidd entschied sich die University of California, Berkeley zu besuchen, eine Universität die im Vorjahr nur 10 von 28 Spielen gewinnen konnte. Er besuchte Berkeley für zwei Jahre. In seinem ersten Jahr konnte er 13 Punkte, 7,7 Assists, 4,9 Rebounds und 3,8 Steals im Schnitt verbuchen. Er wurde zum National Freshman of the Year gewählt. Mit seinen 220 Assists und 110 Steals stellte er neue Schulrekorde auf.
In seinem Sophomore-Jahr konnte er sich noch weiter steigern: 16,7 Punkte, 9,1 Assists, 6,9 Rebounds und 3,1 Steals pro Spiel. Mit seinen insgesamt 272 Assists stellte er erneut einen Rekord auf. In diesem Jahr wurde er zum Pac-10 Player of the Year und einem First Team All-American gewählt.
Seit 2004 wird Kidds Trikotnummer 5 an der University of California nicht mehr vergeben.

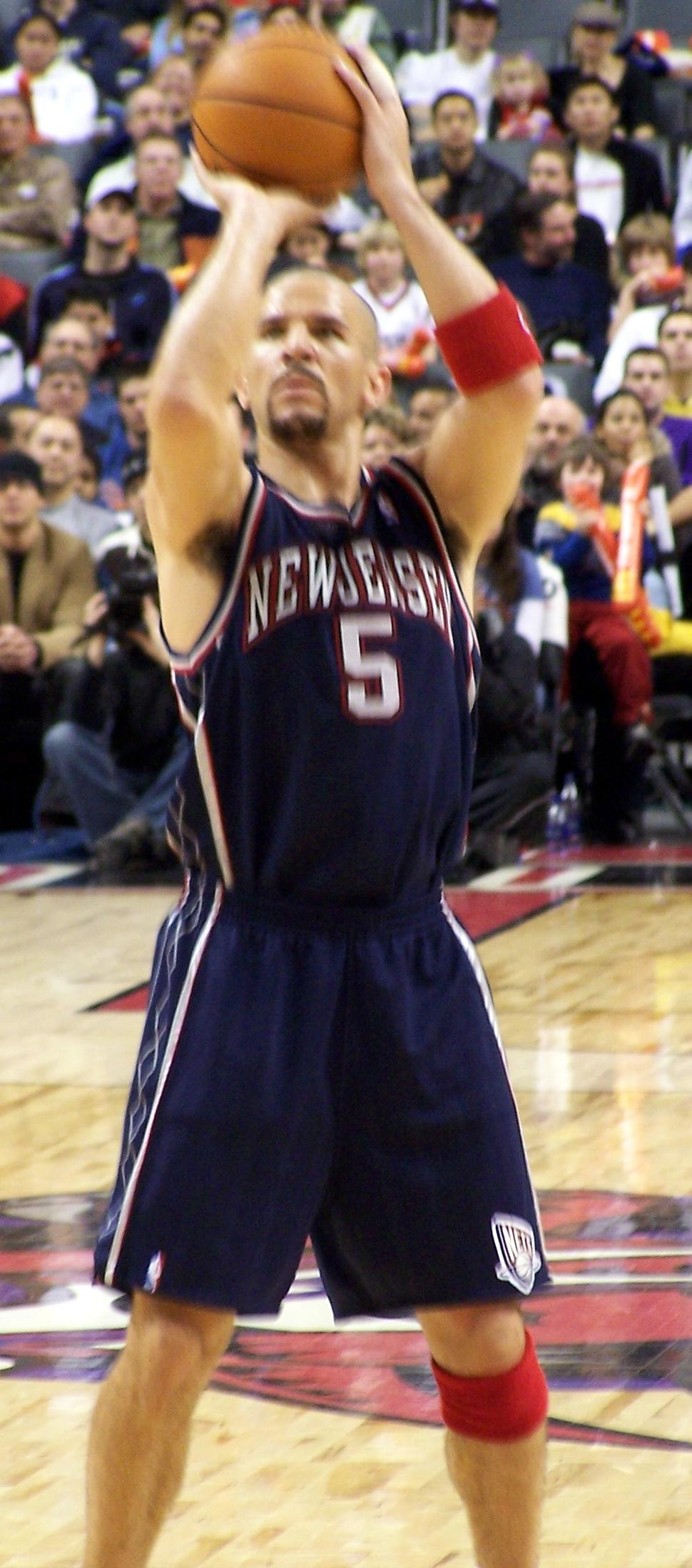
Kidd führte die New Jersey Nets zweimal in die NBA-Finals

### Dallas Mavericks (1994–1996)
Jason Kidd wurde beim Draft-Verfahren 1994 an zweiter Position – nach dem ersten Pick Glenn Robinson – von den Dallas Mavericks ausgewählt, die in der Saison zuvor nur 13 Spiele gewinnen konnten. In Kidds erstem Jahr steigerten sie sich gleich auf 36 Siege. In jenem Jahr teilte er sich mit Grant Hill von den Detroit Pistons den NBA Rookie of the Year Award. Gemeinsam führten beide das NBA All-Rookie First Team dieses Jahres an. Neben Jim Jackson und Jamal Mashburn gehörte er zu den drei größten Leistungsträgern in Dallas, von denen ein Aufschwung im Spiel der Mavericks erwartet wurde.

### Phoenix Suns (1996–2001)
Das Trio wurde getrennt und Kidd wechselte in der Saison 1996/97 zusammen mit Tony Dumas zu den Phoenix Suns. Die Suns erreichten in allen fünf Saisons mit Kidd die NBA-Play-offs, schafften es aber nie die Meisterschaft zu gewinnen.

### New Jersey Nets (2001–2008)
2001 wurde Kidd mit Chris Dudley im Austausch für Stephon Marbury, Johnny Newman und Soumaila Samake zu den New Jersey Nets geschickt. Gleich in seiner ersten Saison bei den Nets führte er sie zu überraschenden 52 Siegen und wurde Zweiter in der Wahl zum MVP der regulären Saison. Er führte die Mannschaft zweimal hintereinander in die NBA-Finals (2002 und 2003), mussten sich jedoch im ersten Finale den Los Angeles Lakers- und im Zweiten den San Antonio Spurs geschlagen geben. 2004 wurde Kidd wegen einer Knorpelverletzung mit der Mikrofraktur-Technik am Knie operiert. Anfang Januar 2008 schaffte er es, drei Triple-Doubles hintereinander zu erzielen.

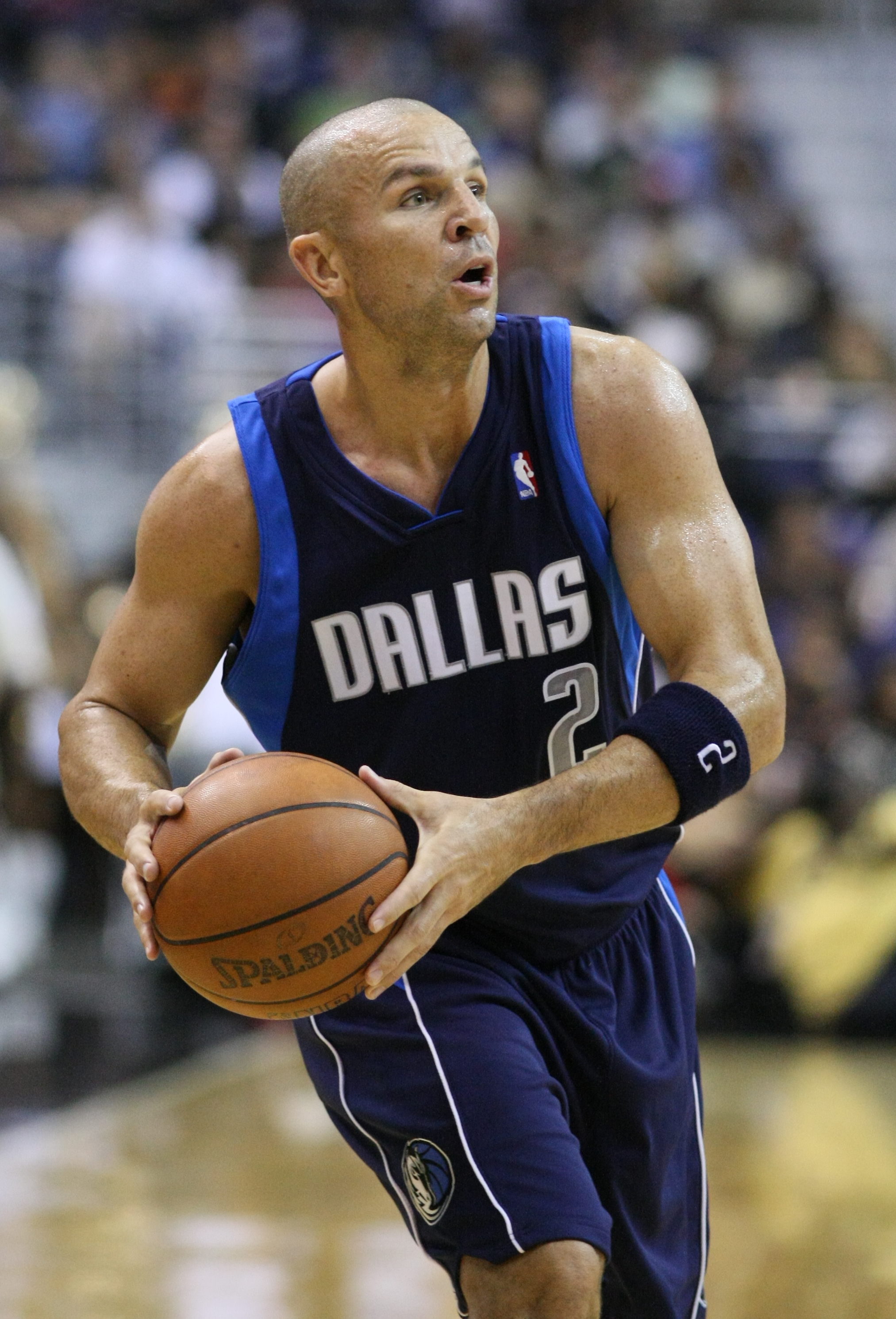
Mit den Mavericks konnte Kidd die NBA-Meisterschaft gewinnen

### Rückkehr zu den Dallas Mavericks (2008–2012)
Am 19. Februar 2008 wurde Kidd mit Malik Allen und Antoine Wright zu den Dallas Mavericks getradet, bei denen er seine NBA-Karriere begonnen hatte. Im Austausch gingen Devin Harris, Trenton Hassell, Maurice Ager, DeSagana Diop und Keith Van Horn, sowie ein First-Round-Draft-Pick für die Jahre 2009 und 2010 an die Nets. Außerdem bezahlte Dallas ein Handgeld in Höhe von 3 Millionen US-Dollar. Mit 21.372 Millionen Dollar Jahresgehalt war er der in der Saison 2008/2009 der bestbezahlte Point Guard der Liga.
Kidd hatte gehofft mit den Dallas Mavericks Meister zu werden, doch dieser Plan scheiterte 2009 vorerst in der zweiten Playoffrunde, wo seine Dallas Mavericks gegen die Denver Nuggets mit 1:4 ausschieden 2009 unterschrieb er einen Vertrag für drei weitere Jahre, der ihm mehr als 25 Millionen US-Dollar einbrachte. In den Play-offs 2010 schieden die Mavs in der ersten Runde gegen die San Antonio Spurs aus.
Am 12. November 2010 teilte Kidd den 11.000. Assist seiner Karriere aus. Er erzielte damit die zweitmeisten Assists in der Geschichte der NBA – nur John Stockton konnte mehr erzielen (15.806).
In der Saison 2010/2011 gewann er mit den Mavericks schließlich seine erste und einzige NBA-Meisterschaft. Am 21. Februar 2012 überholte er Michael Jordan auf der ewigen Liste der Steals und erreichte Platz zwei hinter John Stockton.

### New York Knicks (2012–2013)
Seinen auslaufenden Vertrag in Dallas verlängerte er nicht und wechselte zu den New York Knicks, die bereits drei Jahre zuvor versucht hatten, ihn zu verpflichten. Er unterschrieb einen Dreijahresvertrag und trug wieder die Rückennummer 5. Nach nur einem Jahr bei den Knicks beendete Kidd seine Karriere nach insgesamt 19 Profijahren. Er ist der einzige Spieler in der NBA-Geschichte, der mindestens 16.000 Punkte, 8.000 Rebounds und 12.000 Assists erzielen konnte.
Für seine Leistungen als Spieler in der NBA wurde Jason Kidd im September 2018 in die Naismith Memorial Basketball Hall of Fame aufgenommen.

## Karriere als Trainer

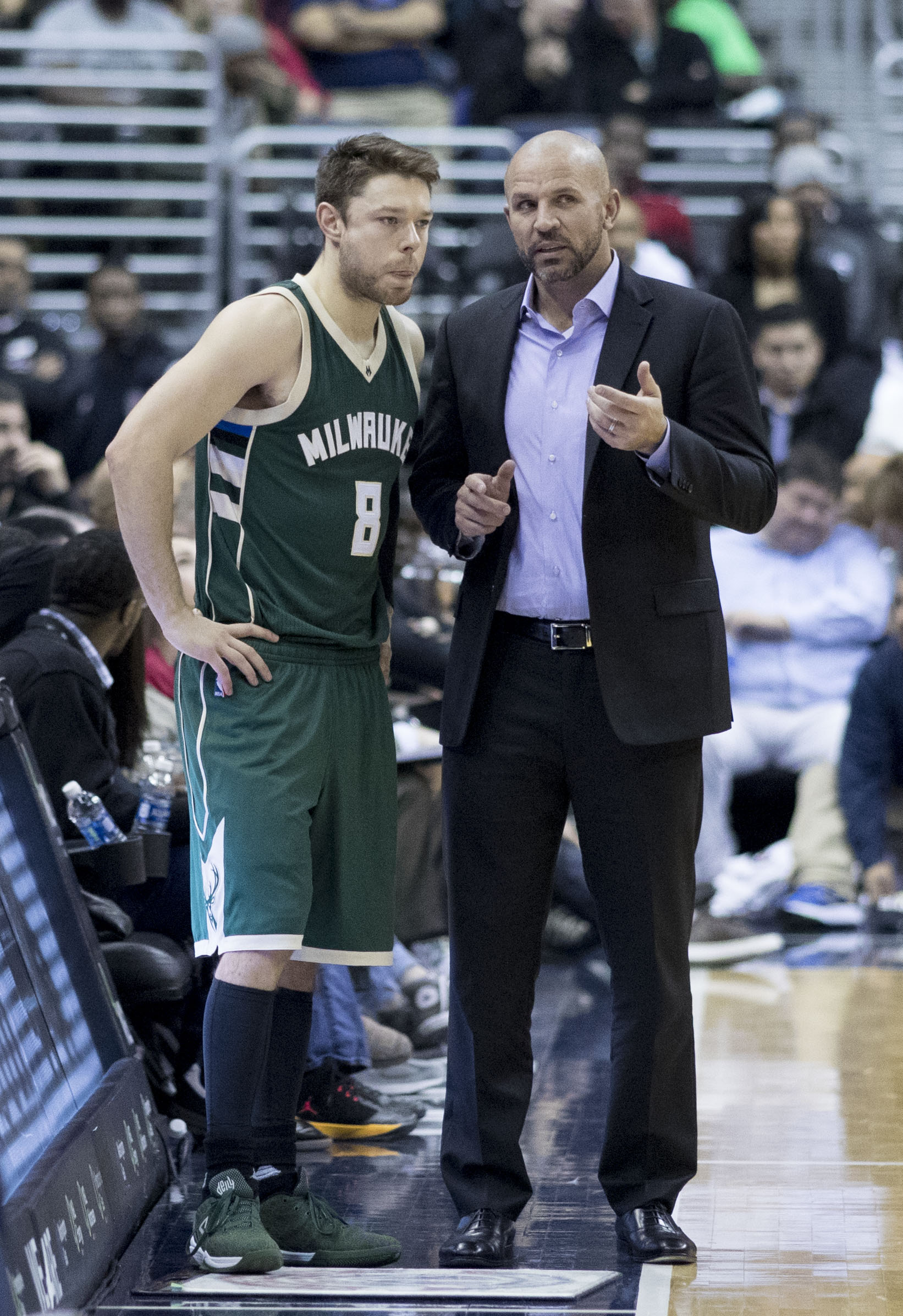
Kidd als Head Coach der Milwaukee Bucks

### Brooklyn Nets (2013–2014)
Nach dem Ende seiner aktiven Karriere gab Kidd bekannt, in Zukunft als Trainer arbeiten zu wollen. Er wurde daraufhin im Juni 2013 als neuer Head Coach der Brooklyn Nets vorgestellt, für die er als Spieler bereits von 2001 bis 2008 in New Jersey aktiv war. Kidd erhielt einen Vertrag bis 2015. Mit den Nets konnte Kidd nach einem schwachen Start noch die Play-offs erreichen, man verlor jedoch in der zweiten Runde gegen die zu diesem Zeitpunkt dominanten Miami Heat. Im Anschluss forderte Kidd mehr Kompetenzen bei der Zusammenstellung des Kaders. Dies wurde von Seiten des Managements allerdings abgelehnt. Via Trade wurde Kidd anschließend an die Milwaukee Bucks abgegeben und übernahm dort den Posten des Head Coaches.

### Milwaukee Bucks (2014–2018)
Zur Saison 2014/15 wurde Kidd als Nachfolger von Larry Drew neuer Trainer der Milwaukee Bucks. Sein Vertrag wurde aus Brooklyn übernommen und hatte eine Laufzeit bis Saisonende. Kidd erreichte mit den Bucks in seinem ersten Jahr die Play-offs, wo man in der ersten Runde gegen die Chicago Bulls mit 2:4 ausschied. 2016 wurden die Play-offs deutlich verpasst, in der darauffolgenden Saison schied man in der ersten Runde mit 2:4 gegen die Toronto Raptors aus. Nach einer Schwächephase im Januar 2018 wurde Jason Kidd von seinen Aufgaben als Head Coach der Bucks entbunden.

### Los Angeles Lakers (2019–2021)
Im Juli 2019 unterschrieb Kidd einen Vertrag als Assistenztrainer bei den Los Angeles Lakers und gewann in der Saison 2019/20 den Meistertitel.

### Dallas Mavericks (seit 2021)
Im Sommer 2021 übernahm Jason Kidd das Amt des Cheftrainers der Dallas Mavericks von Rick Carlisle, der das Team überraschend verlassen hatte. Er führte die Mavericks als viertplatzierte Mannschaft der Western Conference in die Playoffs. Dort konnten in der ersten Runde die Utah Jazz mit 4:2 ausgeschaltet werden.

## Karriere-Statistiken

### College
| Saison  | Team       | GP | MPG  | FG % | 3P % | FT % | RPG | APG | SPG | BPG | PPG  |
| ------- | ---------- | -- | ---- | ---- | ---- | ---- | --- | --- | --- | --- | ---- |
| 1992–93 | California | 29 | 31.8 | .463 | .286 | .657 | 4.9 | 7.7 | 3.8 | 0.3 | 13.0 |
| 1993–94 | California | 30 | 35.1 | .472 | .362 | .692 | 6.9 | 9.1 | 3.1 | 0.3 | 16.7 |
| Gesamt  | Gesamt     | 59 | 33.5 | .468 | .333 | .677 | 5.9 | 8.4 | 3.4 | 0.3 | 14.9 |

### NBA

#### Reguläre Saison
| Saison    | Team       | GP   | GS   | MPG  | FG % | 3P % | FT % | RPG | APG  | SPG | BPG | PPG  |
| --------- | ---------- | ---- | ---- | ---- | ---- | ---- | ---- | --- | ---- | --- | --- | ---- |
| 1994–95   | Dallas     | 79   | 79   | 33.8 | .385 | .272 | .698 | 5.4 | 7.7  | 1.9 | 0.3 | 11.7 |
| 1995–96   | Dallas     | 81   | 81   | 37.5 | .381 | .336 | .692 | 6.8 | 9.7  | 2.2 | 0.3 | 16.6 |
| 1996–97   | Dallas     | 22   | 22   | 36.0 | .369 | .323 | .667 | 4.1 | 9.1  | 2.0 | 0.4 | 9.9  |
| 1996–97   | Phoenix    | 33   | 23   | 35.5 | .423 | .400 | .688 | 4.8 | 9.0  | 2.4 | 0.4 | 11.6 |
| 1997–98   | Phoenix    | 82   | 82   | 38.0 | .416 | .313 | .799 | 6.2 | 9.1  | 2.0 | 0.3 | 11.6 |
| 1998–99   | Phoenix    | 50   | 50   | 41.2 | .444 | .366 | .757 | 6.8 | 10.8 | 2.3 | 0.4 | 16.9 |
| 1999–2000 | Phoenix    | 67   | 67   | 39.0 | .409 | .337 | .829 | 7.2 | 10.1 | 2.0 | 0.4 | 14.3 |
| 2000–01   | Phoenix    | 77   | 76   | 39.8 | .411 | .297 | .814 | 6.4 | 9.8  | 2.2 | 0.3 | 16.9 |
| 2001–02   | New Jersey | 82   | 82   | 37.3 | .391 | .321 | .814 | 7.3 | 9.9  | 2.1 | 0.2 | 14.7 |
| 2002–03   | New Jersey | 80   | 80   | 37.4 | .414 | .341 | .841 | 6.3 | 8.9  | 2.2 | 0.3 | 18.7 |
| 2003–04   | New Jersey | 67   | 66   | 36.6 | .384 | .321 | .827 | 6.4 | 9.2  | 1.8 | 0.2 | 15.5 |
| 2004–05   | New Jersey | 66   | 65   | 36.9 | .398 | .360 | .740 | 7.4 | 8.3  | 1.9 | 0.1 | 14.4 |
| 2005–06   | New Jersey | 80   | 80   | 37.2 | .404 | .352 | .795 | 7.3 | 8.4  | 1.9 | 0.4 | 13.3 |
| 2006–07   | New Jersey | 80   | 80   | 36.7 | .406 | .343 | .778 | 8.2 | 9.2  | 1.6 | 0.3 | 13.0 |
| 2007–08   | New Jersey | 51   | 51   | 37.2 | .366 | .356 | .820 | 8.1 | 10.4 | 1.5 | 0.3 | 11.3 |
| 2007–08   | Dallas     | 29   | 29   | 34.9 | .426 | .461 | .815 | 6.5 | 9.5  | 2.1 | 0.4 | 9.9  |
| 2008–09   | Dallas     | 81   | 81   | 35.6 | .416 | .406 | .819 | 6.2 | 8.7  | 2.0 | 0.5 | 9.0  |
| 2009–10   | Dallas     | 80   | 80   | 36.0 | .423 | .425 | .808 | 5.6 | 9.1  | 1.8 | 0.4 | 10.3 |
| 2010–11   | Dallas     | 80   | 80   | 33.2 | .361 | .340 | .870 | 4.4 | 8.2  | 1.7 | 0.4 | 7.9  |
| 2011–12   | Dallas     | 48   | 48   | 28.7 | .363 | .354 | .786 | 4.1 | 5.5  | 1.7 | 0.2 | 6.2  |
| 2012–13   | New York   | 76   | 48   | 26.9 | .372 | .351 | .833 | 4.3 | 3.3  | 1.6 | 0.3 | 6.0  |
| Gesamt    | Gesamt     | 1391 | 1350 | 36.0 | .400 | .349 | .785 | 6.3 | 8.7  | 1.9 | 0.3 | 12.6 |

#### Playoffs
| Saison    | Team       | GP  | GS  | MPG  | FG % | 3P % | FT %  | RPG  | APG  | SPG | BPG | PPG  |
| --------- | ---------- | --- | --- | ---- | ---- | ---- | ----- | ---- | ---- | --- | --- | ---- |
| 1996–97   | Phoenix    | 5   | 5   | 41.4 | .396 | .364 | .526  | 6.0  | 9.8  | 2.2 | 0.4 | 12.0 |
| 1997–98   | Phoenix    | 4   | 4   | 42.8 | .379 | .000 | .813  | 5.8  | 7.8  | 4.0 | 0.5 | 14.3 |
| 1998–99   | Phoenix    | 3   | 3   | 42.0 | .419 | .250 | .714  | 2.3  | 10.3 | 1.7 | 0.3 | 15.0 |
| 1999–2000 | Phoenix    | 6   | 6   | 38.2 | .400 | .364 | .778  | 6.7  | 8.8  | 1.8 | 0.2 | 9.8  |
| 2000–01   | Phoenix    | 4   | 4   | 41.5 | .319 | .235 | .750  | 6.0  | 13.3 | 2.0 | 0.0 | 14.3 |
| 2001–02   | New Jersey | 20  | 20  | 40.2 | .415 | .189 | .808  | 8.2  | 9.1  | 1.7 | 0.4 | 19.6 |
| 2002–03   | New Jersey | 20  | 20  | 42.6 | .402 | .327 | .825  | 7.7  | 8.2  | 1.8 | 0.2 | 20.1 |
| 2003–04   | New Jersey | 11  | 11  | 43.1 | .333 | .208 | .811  | 6.6  | 9.0  | 2.3 | 0.5 | 12.6 |
| 2004–05   | New Jersey | 4   | 4   | 45.5 | .388 | .367 | .545  | 9.0  | 7.3  | 2.5 | 0.0 | 17.3 |
| 2005–06   | New Jersey | 11  | 11  | 40.9 | .371 | .300 | .826  | 7.6  | 9.6  | 1.5 | 0.2 | 12.0 |
| 2006–07   | New Jersey | 12  | 12  | 40.3 | .432 | .420 | .520  | 10.9 | 10.9 | 1.8 | 0.4 | 14.6 |
| 2007–08   | Dallas     | 5   | 5   | 36.0 | .421 | .462 | .625  | 6.4  | 6.8  | 1.4 | 0.4 | 8.6  |
| 2008–09   | Dallas     | 10  | 10  | 38.6 | .458 | .447 | .850  | 5.8  | 5.9  | 2.2 | 0.3 | 11.4 |
| 2009–10   | Dallas     | 6   | 6   | 40.5 | .304 | .321 | .917  | 6.8  | 7.0  | 2.3 | 0.2 | 8.0  |
| 2010–11   | Dallas     | 21  | 21  | 35.4 | .398 | .374 | .800  | 4.5  | 7.3  | 1.9 | 0.5 | 9.3  |
| 2011–12   | Dallas     | 4   | 4   | 36.0 | .341 | .346 | .900  | 6.0  | 6.0  | 3.0 | 0.3 | 11.5 |
| 2012–13   | New York   | 12  | 0   | 20.6 | .120 | .176 | 1.000 | 3.5  | 2.0  | 1.0 | 0.3 | 0.9  |
| Gesamt    | Gesamt     | 158 | 146 | 38.5 | .391 | .322 | .781  | 6.7  | 8.0  | 1.9 | 0.3 | 12.9 |

## Auszeichnungen und Erfolge

### Als Basketballspieler
- Mitglied des NBA 75th Anniversary Teams
- Mitglied der Naismith Memorial Basketball Hall of Fame
- Dallas Mavericks (1994–1996, 2008–2012)
  - 3 × NBA Player of the Week: Kalenderwoche 11 1995, KW5 1996, KW14 2009
  - 1 × NBA Rookie-Player of the Month: März 1995
  - 1 × NBA All-Rookie First Team: 1995
  - 1 × NBA Rookie of the Year Award: 1995
  - 2 × NBA All-Star: 1996, 2010
  - 1 × NBA-Champion: 2011
  - 1 × NBA Sportsmanship Award: 2011/12
- Phoenix Suns (1996–2001)
  - 5 × NBA Player of the Week: Kalenderwoche 11 1998, KW16 1998, KW15 1999, KW50 1999, KW13 2001
  - 3 × NBA All-Star: 1998, 2000, 2001
  - 3 × All-NBA Team
    - 1st-Team: 1998/99–2000/01

  - 3 × NBA All-Defensive Team
    - 1st-Team: 1998/99, 2000/01
    - 2nd-Team: 1999/2000

  - 1 × NBA Player of the Month: April 1999
- New Jersey Nets (2001–2008)
  - 2 × NBA Player of the Month: November 2001, Dezember 2002
  - 9 × NBA Player of the Week: Kalenderwoche 52 2001, KW5 2002, KW12 2002, KW51 2002, KW14 2003, KW52 2003, KW5 2004, KW17 2005, KW11 2007
  - 3 × All-NBA Team
    - 1st-Team: 2001/02, 2003/04
    - 2nd-Team: 2002/03

  - 6 × NBA All-Defensive Team
    - 1st-Team: 2001/02, 2005/06
    - 2nd-Team: 2002/03–2004/05, 2006/07

  - 5 × NBA All-Star: 2002–2004, 2007–2008
- New York Knicks (2012–2013)
  - 1 × NBA Sportsmanship Award: 2012/13

### Als Trainer
- Brooklyn Nets (2013–2014)
  - 2 × Eastern Conference Coach of the Month: Januar 2014, März 2014
- Milwaukee Bucks (2014–2018)
  - 1 × Eastern Conference Coach of the Month: März 2017
- Los Angeles Lakers (2019–2021)
  - 1 × NBA-Champion (2020, als Co-Trainer)